# 投棄 (航空)

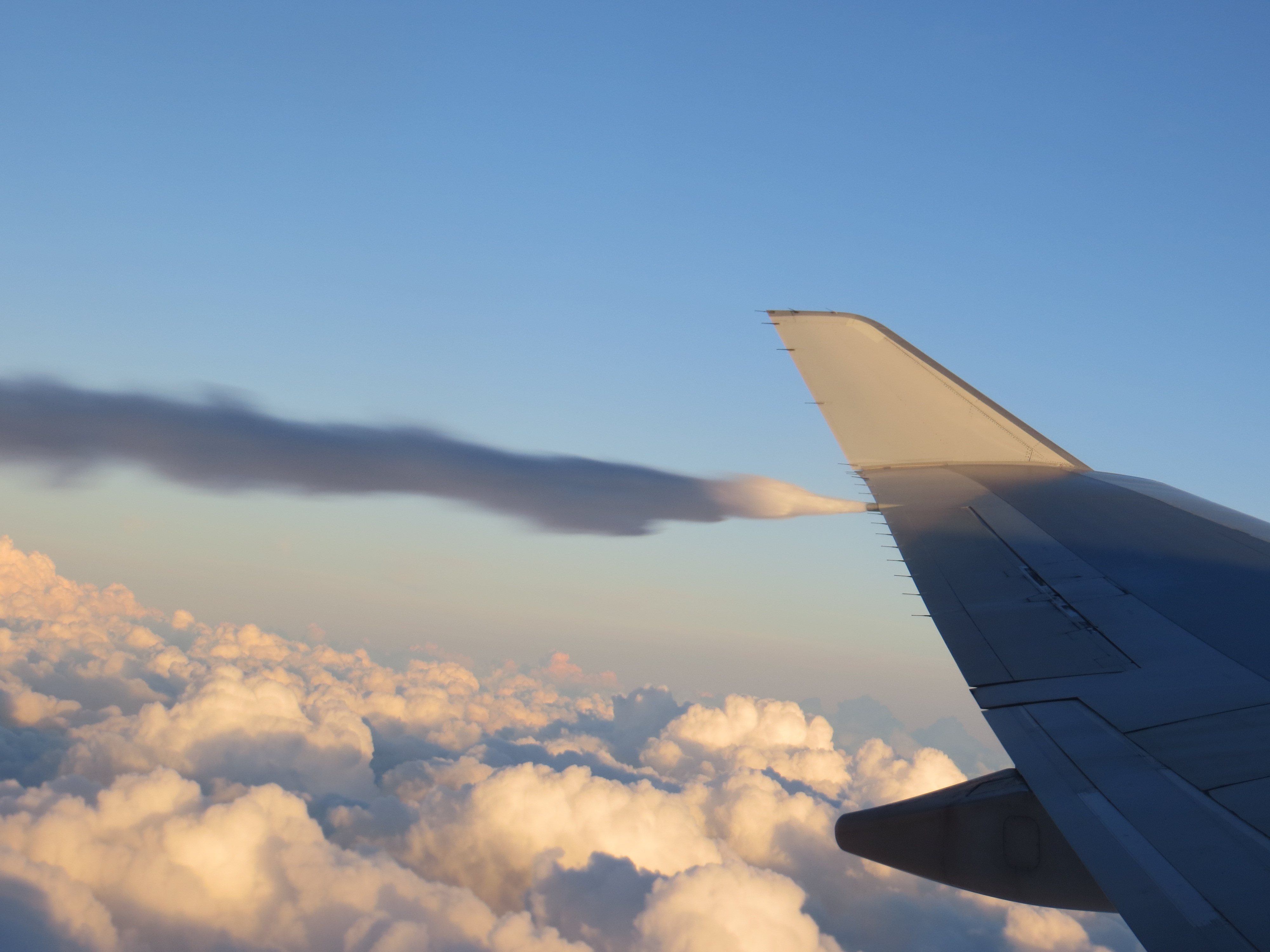
ボーイング747-400の左翼タンクからの燃料投棄

航空機において投棄は燃料、機外搭載物ないしその他の拡張機材を投棄することを意味する。これらのものは通常スイッチないしハンドルの操作で投棄され、機外搭載物は分離ボルトないし脱着機構によって航空機から切り離される。

## 燃料投棄
燃料投棄は、航空機が最大着陸重量に達した緊急時に乗組員が航空機の重量を減らすために使用する緊急手順。

## 機外搭載物投棄
一部の軍用機は外部のハードポイントに兵器（爆弾やロケット弾など）や増槽を搭載することができる。パイロットは必要に応じてこれらを投棄することができるので戦闘中や緊急時に行動を妨げられることがない。空港は、必要に応じて外部物資の投棄のための特定の安全エリアを設けることができる。

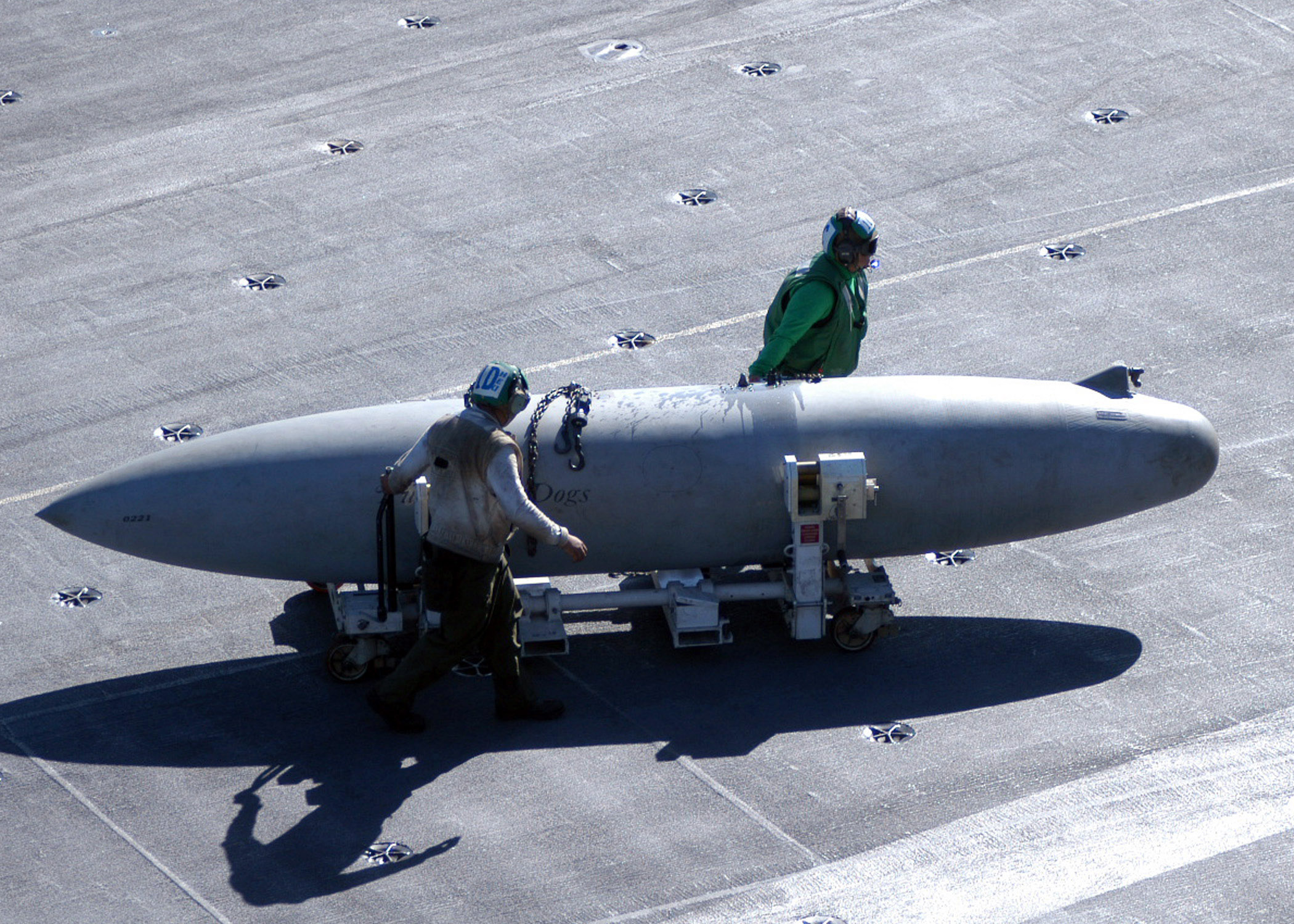
空母の飛行甲板上を運ばれるサージェント・フレッチャー（英語版）製330米ガロン (1,200 L)落下増槽
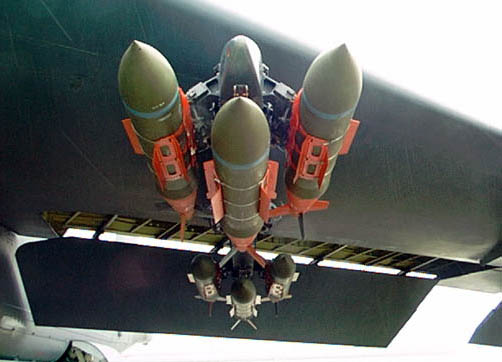
B-52H戦略爆撃機の翼下のトリプル・イジェクター・ラックに取り付けられた3発のGBU-31 JDAM 精密誘導爆弾